# Kaskamus Våkajaure
Kaskamus Våkajaure är en sjö i Kiruna kommun i Lappland och ingår i Torneälvens huvudavrinningsområde. Sjön har en area på 1,08 kvadratkilometer och ligger 685 meter över havet. Kaskamus Våkajaure ligger i Torne och Kalix älvsystem Natura 2000-område. Sjön avvattnas av vattendraget Harrejåkkå.

## Delavrinningsområde
Kaskamus Våkajaure ingår i det delavrinningsområde (762958-169296) som SMHI kallar för Utloppet av Kaskamus Våkajaure. Medelhöjden är 721 meter över havet och ytan är 7,06 kvadratkilometer. Det finns ett avrinningsområde uppströms, och räknas det in blir den ackumulerade arean 14,29 kvadratkilometer. Harrejåkkå som avvattnar avrinningsområdet har biflödesordning 3, vilket innebär att vattnet flödar genom totalt 3 vattendrag innan det når havet efter 496 kilometer. Avrinningsområdet består mestadels av kalfjäll (82 procent). Avrinningsområdet har 1,3 kvadratkilometer vattenytor vilket ger det en sjöprocent på 18,4 procent.